# Чемпионат Азербайджана по стрельбе из лука в помещении 2025
Чемпионат Азербайджана по стрельбе из лука в помещении 2025 (азерб. Kamandan oxatma üzrə örtülü salonda Azərbaycan birinciliyi və çempionatı) проходил с 5 по 7 февраля 2025 года в городе Баку, во Дворце спорта. На чемпионате было разыграно 6 комплектов наград среди мужчин и женщин трёх возрастных групп по стрельбе по минеши, расположенном на расстоянии 18 метров. В соревнованиях принимало участие около 60 спортсменов, представляющих разные регионы республики.

## Медалисты

### Взрослые
| Дисциплина                 | Золото              | Серебро         | Бронза            |
| Мужчины. Личное первенство | Мухаммедали Алиев   | Ахмед Гусейнов  | Роман Венгеров    |
| Женщины. Личное первенство | Яйлагюль Рамазанова | Фатима Гусейнли | Светлана Симонова |

### Юниоры с 16 до 18 лет
| Дисциплина                 | Золото          | Серебро         | Бронза         |
| Мужчины. Личное первенство | Захид Казымзаде | Анар Джавадзаде | Сардар Велиев  |
| Женщины. Личное первенство | Сумеййа Бадалли | Захра Джарчылы  | Дениз Гусейнли |

### Юноши и девушки до 16 лет
| Дисциплина                 | Золото             | Серебро          | Бронза        |
| Мужчины. Личное первенство | Мухаммед Исмаилов  | Джамиль Новрузов | Умид Нагиев   |
| Женщины. Личное первенство | Нулуфар Агамамедли | Лейла Эфендиева  | Лейла Мамедли |